# Nathan Drake
Nathan Drake a Naughty Dog által készített Uncharted című játéksorozat főszereplője.
Az Uncharted: Drake's Fortune játékban jelent meg először Nathan Drake szerencsevadász, akcióhős, kalandor és felfedező, Sir Francis Drake leszármazottja. A játék bevezetőjében Drake egy 40 éves rejtély nyomaira bukkan felmenője koporsójában amely arra ösztökéli, hogy El Dorado mesés elveszett kincse után eredjen. Az út során rendkívül változatos helyszíneken vágnak keresztül, alattomos ellenségekkel és a sziget mélyének sötét erőivel is meg kell küzdeniük.
Az Uncharted 2: Among Thieves epizódjában Nate olyan veszéllyel néz szembe, amilyennel korábban soha. Az indítókép szerint Nate véresen, összetörten, golyótól sebesülten fekszik a Himalája egyik sziklás csúcsánál. A játék az ide vezető történéseket mutatja meg.
Az Uncharted 3: Drake's Deception részben Nathan Drake eddigi legtávolabbi területekre vetődik el, hogy olyan dolgokra jöjjön rá, amire korábban álmaiban sem gondolt volna.